# Ekonomiåret 1972

## Händelser
- 1 juli –  Ett- och tvåöringarna upphör att gälla som svenska betalningsmedel.
- 22 juli – Ett frihandelsavtal mellan EFTA och EEC undertecknas.

## Bildade företag
- Mariann Grammofon, svenskt skivbolag.
- Nike – amerikanskt sportindustriföretag.
- Skandinaviska Enskilda Banken, nordeuropeisk finanskoncern med säte i Stockholm.
- 1 september – British Airways, brittiskt flygbolag.

## Uppköp
- Vitrum, Sveriges första läkemedelsföretag går upp i Kabi.

## Konkurser
- 29 februari – Interswede, svenskt flygbolag.

## Priser och utmärkelser
- 10 december - Sveriges Riksbanks pris i ekonomisk vetenskap till Alfred Nobels minne: Delat pris mellan John Hicks, Storbritannien och Kenneth Arrow, USA[1]

## Födda
- 2 maj – Ahti Heinla, grundare av Skype.
- 2 juli – Christian von Koenigsegg, grundare av sportbilstillverkaren Koenigsegg.
- 25 november – Fabian Bengtsson, VD för Siba.

## Avlidna
- 19 april – Börje Gabrielsson, tidigare VD för Astra.

### Fotnoter
1. ↑  ”All Nobel Prizes” (på engelska). Nobelpriset. http://www.nobelprize.org/nobel_prizes/lists/all/index.html. Läst 19 augusti 2012.